# 75 mm armata wz. 1902/26
75 mm armata polowa wz. 1902/26 (prawosławna lub putiłówka) – armata polowa z okresu międzywojennego, powstała w Polsce poprzez modyfikacje rosyjskich armat wz. 1902. Głównym celem modyfikacji było przekalibrowanie armat do kalibru 75 mm, aby wykorzystywały one tę samą amunicję, co armaty wz. 1897. Armaty wz. 1902/26 w latach 30. XX wieku stanowiły podstawowe uzbrojenie dywizjonów artylerii konnej Wojska Polskiego, a także były wykorzystywane jako uzbrojenie pociągów pancernych oraz plutonów artylerii piechoty.

## Historia konstrukcji
Po odzyskaniu przez Polskę niepodległości w roku 1918, na wyposażeniu tworzącego się Wojska Polskiego znalazło się wiele różnych typów dział, pochodzących zarówno z magazynów byłych zaborców, jak i z zakupów zagranicznych. Do wspomnianych dział należały, także rosyjskie armaty polowe wz. 1902 kalibru 76,2 mm, których dużą liczbę zdobyto w wyniku działań wojennych prowadzonych w latach 1919–1921 (wojna polsko-ukraińska, wojna polsko-bolszewicka). Według stanu na 1 października 1920 roku w arsenale Wojska Polskiego znajdowały się 322 armaty wz. 1902, zaś w roku 1923 posiadano ich już 568.
Po zakończeniu walk o granice, na początku lat 20. XX wieku przystąpiono do unifikacji sprzętu Wojska Polskiego. Postanowiono, że posiadane armaty wz. 1902 staną się podstawową bronią artyleryjską dywizjonów artylerii konnej (DAK). O tym wyborze przesądził fakt, że działa te miały nisko położony środek ciężkości, dzięki czemu były stabilne w trakcie szybkiej jazdy oraz w nagłych i gwałtownych skrętach. Ponadto armaty tego wzoru trafiły także do uzbrojenia pociągów pancernych oraz do artylerii przeciwlotniczej (w latach 1924–1928). Problemem okazał się jednak kaliber działa (76,2 mm). W związku z planem ujednolicenia przyjęto, że posiadane armaty wz. 1902 należy przekalibrować, aby miały wspólną amunicję z francuskimi armatami polowymi wz. 1897 (75 mm).
Przekalibrowywanie i modernizacja armat wz. 1902 odbywała się w latach 1926–1930 w Zakładach Starachowickich. Przekalibrowywania dokonywano na dwa sposoby. Pierwszy obejmował wymianę rury rdzeniowej lufy (działa te miały koło numeru armaty wybijaną literę R), zaś drugi polegał na wprowadzeniu do lufy specjalnej koszulki (koło numeru armaty miały wybijaną literę K). Ponadto armaty poddano modernizacji, w ramach której m.in. wymieniano zaczepy, drążek kierowniczy (z prostego na wygięty), wzmocniono piasty kół oraz zastosowano lemiesz o innym kształcie. Dodano także instalację oświetleniową do strzelań nocnych. Przekalibrowanie armat wymusiło również modernizację przodków i jaszczy. W przypadku artylerii piechoty stosowano rosyjskie jaszcze i przodki łódkowe, zaś w artylerii konnej – jaszcze gniazdowe włoskie.
Tak zmodernizowanych i przekalibrowanych dział powstało ponad 400. Trafiły one na wyposażenie Wojska Polskiego pod oznaczeniem 75 mm armata wz. 1902/26. W roku 1931 planowano przebudowę pozostałych armat wz. 1902 i nadanie im oznaczenia wz. 1902/31, lecz prace zatrzymano na poziomie dokumentacji fabrycznej. Wobec tego – według stanu na sierpień 1939 roku – na wyposażeniu Wojska Polskiego pozostawało 89 niezmodyfikowanych armat wz. 1902.

## Opis techniczny

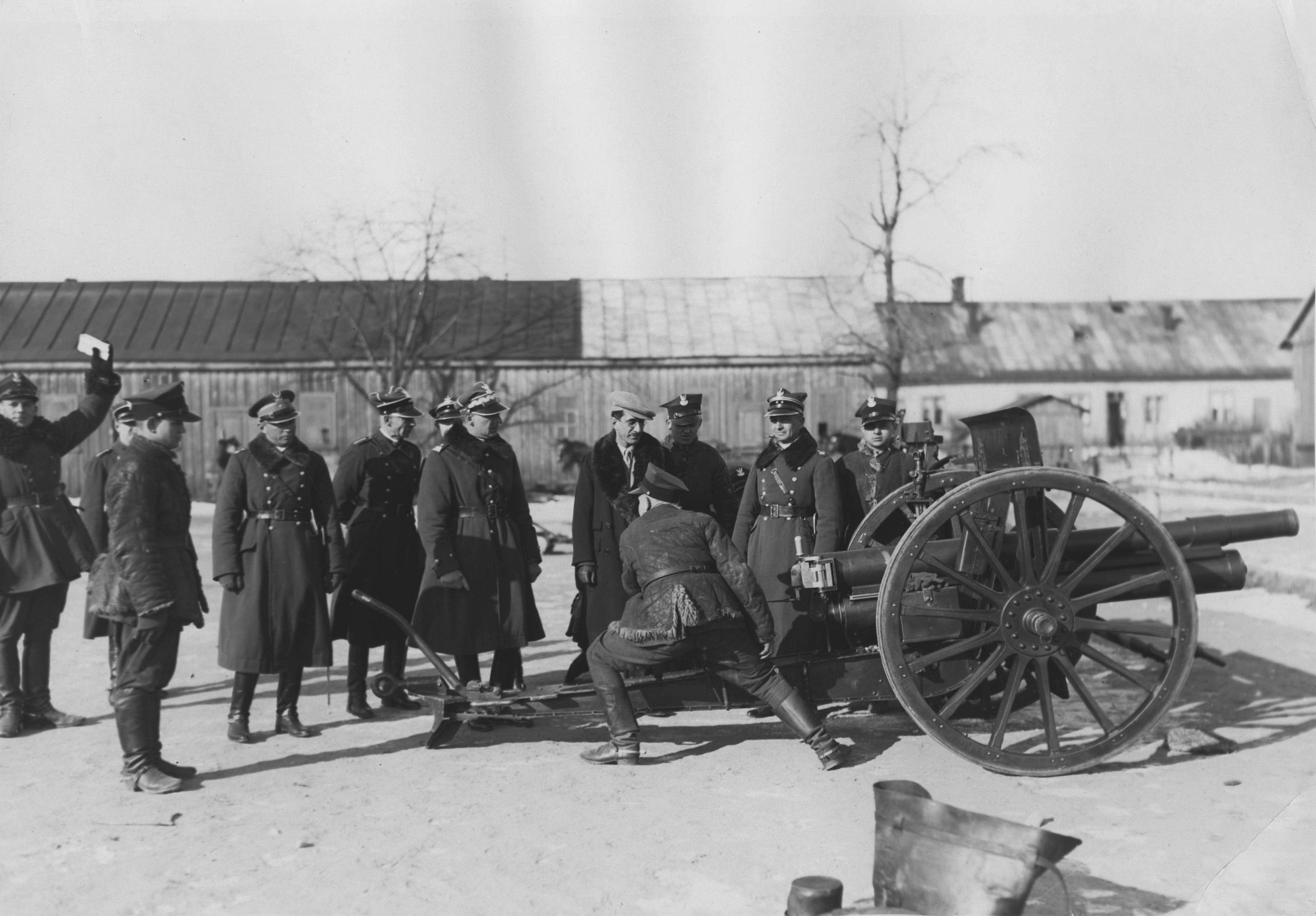
Wizyta posła Afganistanu Shah Khan Wali w 1 Pułku Szwoleżerów i 1 Dywizjonie Artylerii Konnej w Warszawie. Shah Khan Wali (w kaszkiecie i okularach) w 1 Dywizjonie Artylerii Konnej w towarzystwie, m.in.: gen. Bolesława Wieniawy-Długoszowskiego (na lewo od posła Wali) i mjr. Józefa Trepto (na lewo od gen. Długoszowskiego). Widoczna armata polowa 75 mm wz. 1902/26.

Armata wz. 1902/26 była działem kalibru 75 mm o długim odrzucie lufy. Przeznaczona była do prowadzenia ognia płaskotorowego. Maksymalna donośność armaty wynosiła 10 700 m przy zastosowaniu granatu stalowego wz. 1917 o masie 6,195 kg. Prędkość początkowa pocisków wynosiła ok. 600 m/s, zaś wysokość linii ognia – 928 mm. Masa działa odprzodkowanego wynosiła 1150 kg. Szybkostrzelność teoretyczna wynosiła 10 strz./min.
W armacie wz. 1902/26 zastosowano lufę o gwincie prawoskrętnym, składającą się z rury rdzeniowej, obsady i płaszcza. Część luf wyposażono w koszulki. Armata miała zamek śrubowo-zawiasowy, w ramie którego zainstalowany był mechanizm odpalający typu kurkowego oraz samoczynny bezpiecznik. Armatę wyposażono w oporopowrotnik hydrauliczno-sprężynowy (hydrauliczny opornik oraz sprężynowy powrotnik). Kołyska z lufą i oporopowrotnikiem umieszczona była w jednoogonowym łożu. Do ochrony obsługi zastosowano stalową tarczę ochronną o grubości 7 mm, z górną częścią składaną w czasie marszów. Z lewej strony tarczy umieszczono skrzynkę z bateriami oraz instalacją pozwalającą na strzelanie nocne, poprzez oświetlenie przyrządów celowniczych. Przyrząd celowniczy składał się z: celownika, przyrządu kątów podniesienia z poziomicą podniesień oraz kwadrata wz. 1880-1900.
Armata wykorzystywała amunicję zespoloną kal. 75 mm z pociskami następującego typu:
- szrapnel wz. 1897 (wyrobu francuskiego lub polskiego),
- granat stalowy wz. 1910 (wyrobu francuskiego),
- granat stalowy wz. 1915 (wyrobu francuskiego lub polskiego),
- granat stalowy wz. 1917 (wyrobu francuskiego lub polskiego),
- granat stalowosurówkowy wz. 1918 (wyrobu francuskiego lub polskiego),
- granat półpancerny AL R/2 (wyrobu francuskiego lub polskiego),
- granat pancerny wz. 1910 (wyrobu francuskiego),
- pocisk dymny,
- pocisk zapalający,
- pocisk oświetlający,
- pocisk smugowy wz. 1913.

## Armaty wz. 1902/26 w Wojsku Polskim
W sierpniu 1939 roku Wojsko Polskie dysponowało 425 armatami wz. 1902/26. Głównymi użytkownikami tych dział były dywizjony artylerii konnej, a od roku 1928 także plutony artylerii piechoty, przeznaczone do bezpośredniego wsparcia działań poszczególnych pułków piechoty. Poza tym część armat była wykorzystywana jako uzbrojenie pociągów pancernych.

### Armaty wz. 1902/26 w dywizjonach artylerii konnej

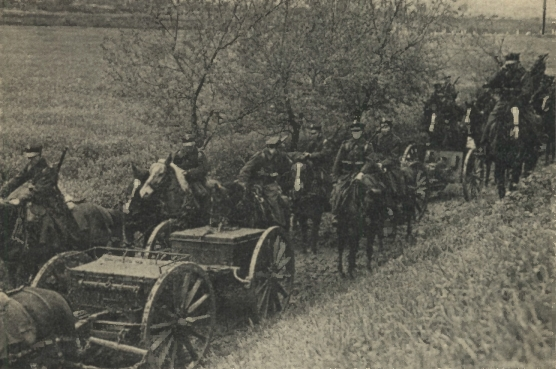
Polska artyleria konna w latach 30. XX wieku

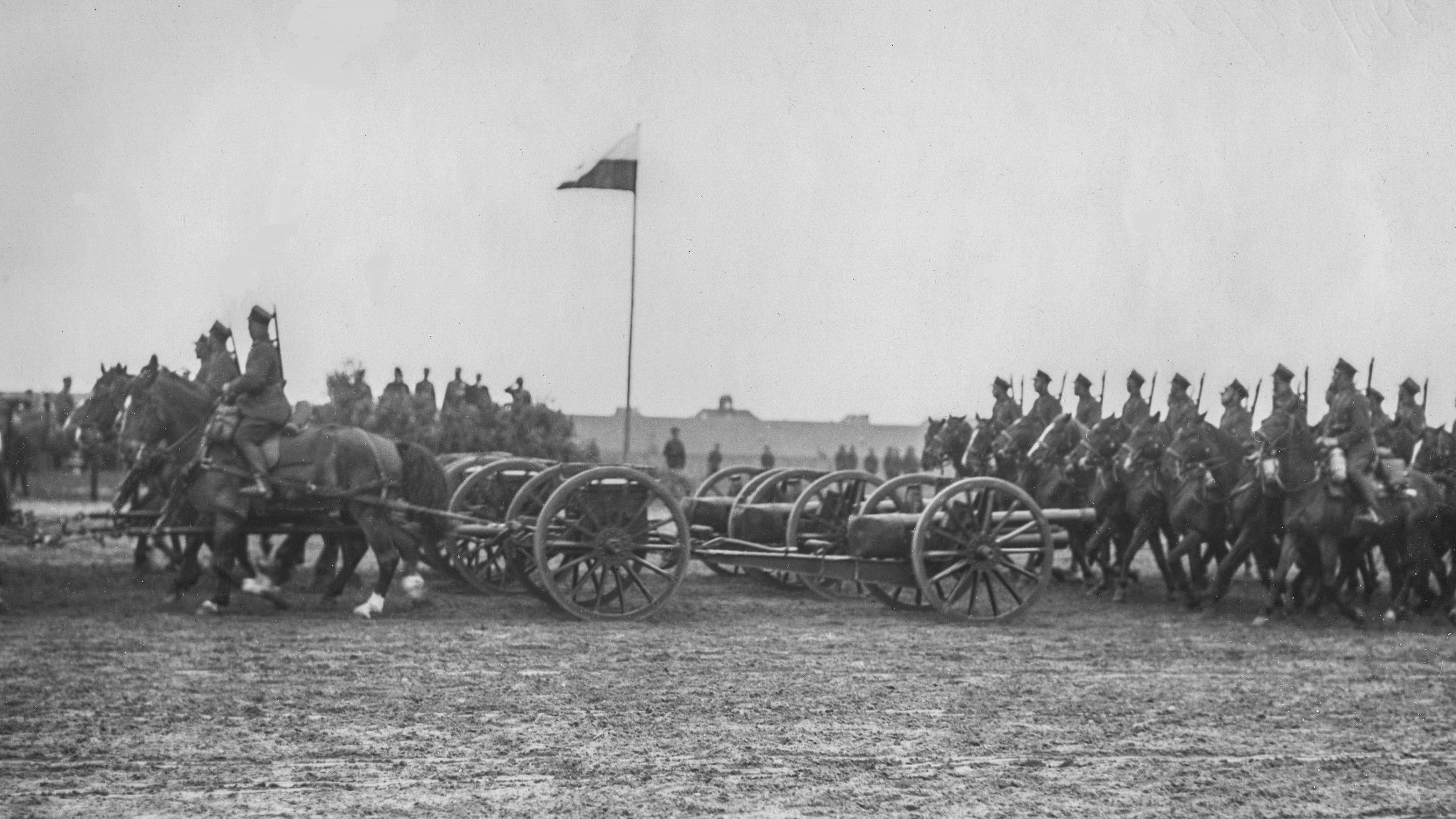
Święto 7 dak w Poznaniu 7 czerwca 1936. Defilada - widoczna bateria armat polowych kal. 75 mm wz. 02/26.

W okresie II Rzeczypospolitej artyleria konna wchodziła w skład oddziałów i związków kawalerii. Jej głównym zadaniem było bezpośrednie wspieranie ogniem kawalerii, dlatego też musiała charakteryzować się dużą zdolnością manewrową.
We wrześniu 1939 poszczególne dywizjony artylerii konnej liczyły trzy lub cztery baterie, było to zależne od struktury brygady kawalerii, której dany dywizjon był podporządkowany (odpowiednio brygady trzy- lub cztero-pułkowe). Ponadto w składzie dywizjonu artylerii konnej znajdował się poczet dowódcy oraz kolumna amunicyjna.
Bateria w artylerii konnej składała się z dwóch plutonów, a te z kolei z dwóch działonów. Dowódcą baterii był oficer, zwykle w stopniu kapitana.
Działon artylerii konnej składał się z dwóch zaprzęgów (armaty i jaszcza). Obsługa armaty, którą stanowiło siedmiu żołnierzy, poruszała się w całości konno, za zaprzęgiem działa. Zaprzęg (zarówno działa, jak i jaszcza) stanowiło sześć koni ustawionych w trzy pary. W artylerii konnej wykorzystywano austriackie uprzęże chomątowe. Konie były zaprzęgnięte do przodka połączonego z działem lub jaszczem. W dywizjonach artylerii konnej używano dwóch rodzajów przodków: włoskich gniazdowych oraz rosyjskich łódkowych.
W artylerii konnej amunicję do armat wz. 1902/26 przewożono w przodkach (rosyjskich łódkowych lub włoskich gniazdowych po uprzednim dostosowaniu do amunicji 75 mm) oraz w jaszczach (typu rosyjskiego lub włoskiego, również zmodyfikowanego). Jaszcz rosyjski mieścił 36 naboi, włoski zaś – 44 naboje.
W plutonach artylerii konnej jednostka ognia (JO) do armaty wz. 1902/26 wynosiła 60 naboi oraz 68 zapalników, w tym: 42 naboje z granatem wz. 15 (ładunek normalny) oraz 18 szrapneli.
We wrześniu 1939 roku, zgodnie z planem mobilizacyjnym „W”, sformowano 38 baterii artylerii konnej, które wchodziły w skład jedenastu dywizjonów artylerii konnej. Cztery dywizjony miały strukturę czterobateryjną (1, 9, 11, 13), a siedem trzybateryjną (2, 3, 4, 5, 6, 7, 14). Jedna bateria artylerii konnej była samodzielnym pododdziałem (15). Na uzbrojeniu wszystkich baterii znajdowały się 152 armaty wz. 1902/26 (nie licząc ośrodków zapasowych).
W czasie kampanii wrześniowej armaty wz. 1902/26 sprawdziły się w oddziałach konnej artylerii. Doświadczenia kampanii wykazały jednak, że wsparcie czterech armat na pułk dawało zbyt małą siłę ognia jak na potrzeby pola walki. Ponadto manewrowy charakter wojny powodował, że artylerzyści najczęściej prowadzili ognień na wyczucie. Wynikało to z braku czasu, by użyć przyrządów optycznych.
W starciach z niemieckimi czołgami armaty wz. 1902/26 okazały się bronią bardzo dobrą. Do celów przeciwpancernych najlepiej sprawdzały się granaty stalowe wz. 1915 lub wz. 1917. W przypadku tej amunicji często wystarczył sam wybuch w pobliżu pojazdu, aby go poważnie uszkodzić lub zniszczyć. Największą bitwą, podczas której użyto armat wz. 1902/26 jako broni przeciwpancernej była bitwa pod Mokrą. W rejonie tej wsi 1 września naprzeciwko siebie stanęły Wołyńska Brygada Kawalerii (z 2 Dywizjonem Artylerii Konnej w składzie) oraz 4. Dywizja Pancerna. Podczas bitwy 2 Dywizjon Artylerii Konnej zniszczył kilkadziesiąt niemieckich pojazdów.

### Armaty wz. 1902/26 w pułkach piechoty
W roku 1928 rozpoczęto organizowanie plutonów artylerii, których zdaniem byłoby bezpośrednie wsparcie działań pułków piechoty. Zgodnie z założeniami każdy pułk piechoty miał mieć w swoim składzie pluton artylerii składający się z dwóch działonów armat wz. 1902/26. W działa wz. 1902/26 wyposażono wszystkie 90 etatowych pułków piechoty, wyjątkiem był 1 Morski Pułk Strzelców. Pułk ten w miejsce armat wz. 1902/26 dysponował działami wz. 1897. Nie wiadomo też, czy plutony artylerii były tworzone w formowanych już po wybuchu wojny pułkach rezerwowych.
Pluton artylerii piechoty miał w swoim składzie dwa działony, dwa patrole telefoniczne (pieszy i konny), sekcję zwiadowczą, biedkę telefoniczną oraz wóz taborowy.
Każdy działon dysponował dwoma zaprzęgami: jeden – armaty, drugi – jaszcza. Zaprzęgi artylerii piechoty różniły się znacznie od tych wykorzystywanych w artylerii konnej. Wynikało to m.in. z innego tempa przemieszczania się (szybkość marszu plutonu artylerii piechoty normalnym chodem wynosiła 4-5 km/h). W artylerii piechoty zamiast chomąt wykorzystywano uprzęże szorowe (austriackie wz. 1899 lub polskie wz. 1936). Ponadto inny był sposób transportu załogi. W artylerii konnej siedmioosobowa obsługa działa jechała konno, w przypadku artylerii piechoty załogę stanowiło sześć osób (brak etatu kierowniczego), które jechały na przodkach działa i jaszcza (po trzy osoby).
W plutonach artylerii piechoty jednostka ognia (JO) do armaty wz. 1902/26 wynosiła 30 naboi oraz 34 zapalniki. Z tego: 14 naboi z granatem wz. 15 (ładunek normalny), 9 naboi z granatem wz. 15 (ładunek zmniejszony), 3 naboje z granatem wz. 17, trzy szrapnele oraz jeden nabój z pociskiem wskaźnikowym.
W przypadku artylerii piechoty amunicję przewożono w łódkowych przodkach oraz jaszczach rosyjskich wz. 1900, które uprzednio dostosowano do amunicji kalibru 75 mm. Przerobiony przodek miał 12 gniazd na łódki z pociskami, czyli mieściło się w nim 36 naboi. Natomiast przebudowany jaszcz mieścił 48 naboi. W sumie działon transportował 120 naboi, co stanowiło cztery JO.
We wrześniu 1939 roku działa plutonów artylerii piechoty wykorzystywano tylko w przypadkach, kiedy środki własne piechoty były niewystarczające. Wynikało to z faktu, że plutony artylerii dysponowały niewielką ilością amunicji. Doświadczenia kampanii wrześniowej zmieniły oceny żołnierzy piechoty wobec armat wz. 1902/26. Przed wojną żołnierze określali je jako ciężkie i mało manewrowe, lecz po kampanii wrześniowej chwalono je za prostotę budowy i niezawodność działania.

### Armaty wz. 1902/26 jaku uzbrojenie pociągów pancernych

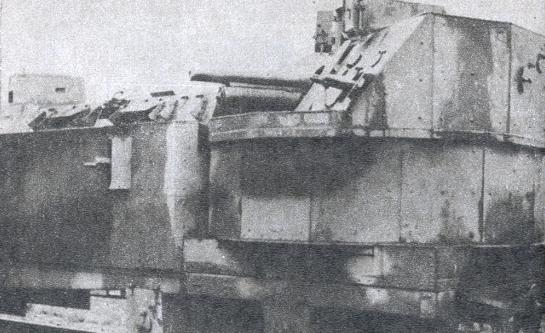
Wagon artyleryjski jednego z polskich pociągów pancernych. Widoczna wieża z armatą wz. 1902/26. Rok 1937.

Armaty wz. 1902/26 znalazły się też na wyposażeniu pociągów pancernych:
- Pociąg Pancerny nr 11 – 2 sztuki,
- Pociąg Pancerny nr 12 – 2 sztuki,
- Pociąg Pancerny nr 13 – 4 sztuki,
- Pociąg Pancerny nr 14 – 2 sztuki,
- Pociąg Pancerny nr 15 – 2 sztuki,
- Pociąg Pancerny nr 51 – 4 sztuki,
- Pociąg Pancerny nr 52 – 2 sztuki,
- Pociąg Pancerny nr 53 – 2 sztuki,
- Pociąg Pancerny nr 54 – 3 sztuki,
- Pociąg Pancerny nr 55 – 2 sztuki.

Ponadto kilka dalszych dział wz. 1902/26 znajdowało się na uzbrojeniu wagonów rezerwowych. W przypadku pociągów pancernych armaty były montowane w wieżach wagonów artyleryjskich na skróconych oryginalnych łożach lub na podstawach okrętowych.

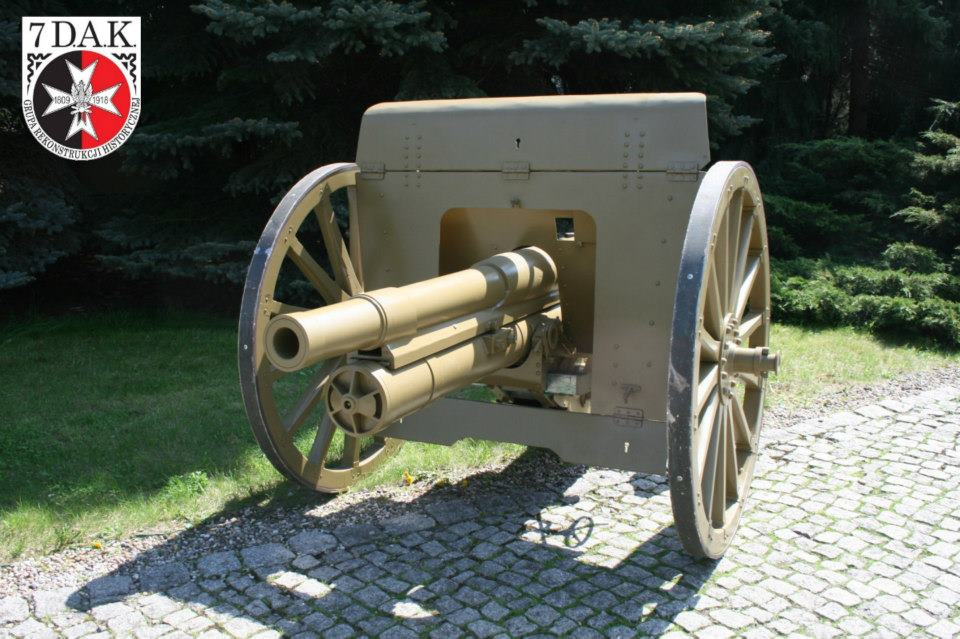
Kopia armaty wz. 1902/26

## Armaty wz. 1902/26 w rękach niemieckich
W wyniku kampanii wrześniowej Wehrmacht zdobył pewną liczbę polskich armat wz. 1902/26 kal. 75 mm. Część z nich przyjęto do wyposażenia armii niemieckiej pod oznaczeniem 7,5 cm FK 02/26 (p), a następnie uzbrojono w nie pociągi pancerne.

## Zachowane egzemplarze
W roku 2013 w Polsce nie znajdowała się ani jedna armata wz. 1902/26, jednak Stowarzyszenie Grupa Rekonstrukcji Historycznej 7 D.A.K. z Poznania zainicjowało prace nad odtworzeniem działonu artylerii konnej. W ramach tego projektu od podstaw zbudowano kopię armaty wz. 1902/26.